# Ausztrál őslakos kőegyüttesek

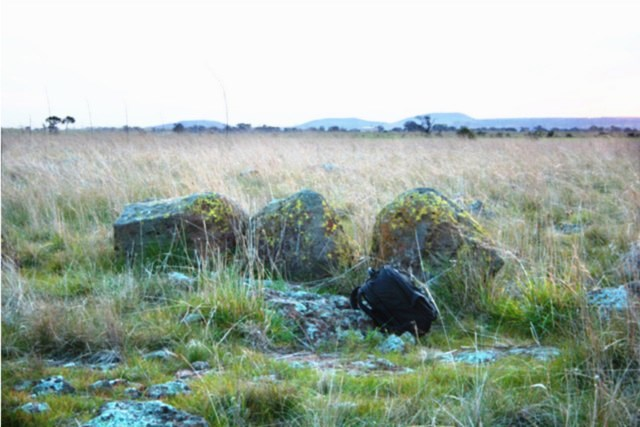
A Wurdi Youang-i kőegyüttes egy kisebb része

Az ausztrál őslakos kőegyüttesek az ausztrál őslakosok által sziklákból, kövekből megalkotott, változatos művészeti alkotások egyik formája. Jellemzően kövekből állnak – ezek mérete kisebb, akár 30 cm-es is lehet –, amelyeket meghatározott minta szerint rendeznek el több méteres körben. Az ausztrál őslakos kőegyüttesekre figyelemre méltó példák találhatók számos különböző őslakos kultúrában; több esetben ezeket spirituális ceremóniákkal hozzák összefüggésbe.
Különösen szép példák maradtak fenn Victoria államban, ahol a kövek meglehetősen nagyok (akár 1 méter magasak). Például a Wurdi Youangnál található kőegyüttes mintegy 100 darabból áll, amelyeket tojásdad, ovális alakzatban helyeztek el körülbelül 50 méteres területen. Mindegyik kődarab jól be van ágyazva a talajba, többek megtámasztásához további köveket használtak. A hely nagyban hasonlít a  Nagy-Britanniában található megalitikus sziklakörökhöz (jóllehet azok funkciója és kulturális szerepe feltehetőleg teljesen eltérő). Miközben az ausztrál őslakosokkal való összefüggés igazolt és kétség kívül áll, e kőegyüttesek célja nem világos, talán beavatási rítusokhoz kapcsolódik. Azt is felvetődött, hogy a helyet az őslakosok asztronómiai célokra használták (Morieson 2003). A további jól ismert példák közé tartozik a kb. 60 méteres, bumerángot formázó carisbrooki kőegyüttes, valamint a feltételezések szerint hatalmas angolnát ábrázoló Bolac-tavi kőegyüttes.
 Ausztráliában függőlegesen elhelyezett sziklák a legnagyobb számban – mai tudásunk szerint – a nyugat-ausztráliai Murujugán (Burrup-félsziget, Dampier-szigetcsoport) maradt fenn; itt nagyobb, az európai menhirekhez hasonló, illetve körkörös elrendezésű kőegyüttesek találhatók.

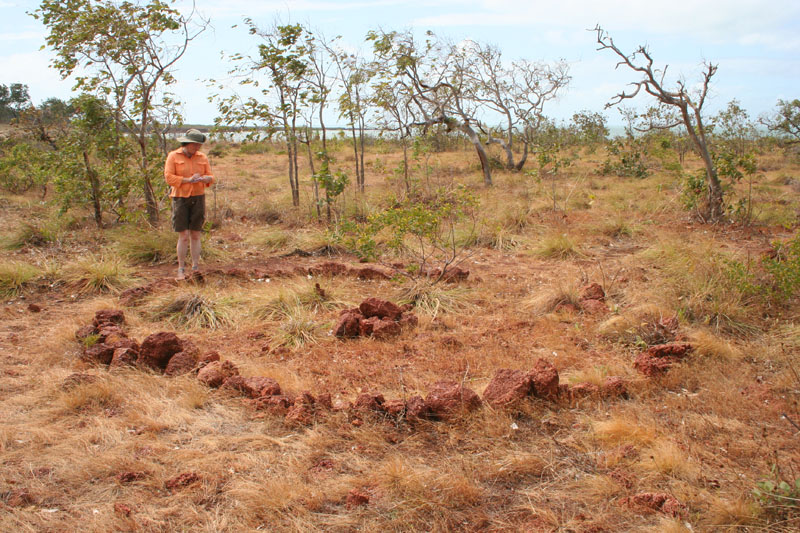
Részlet a makassari halászhajót ábrázoló yirrkalai kőegyüttesből

Ettől meglehetősen eltérő példa az arnhem-földi Yirrkala közelében található: több száz évvel az európaiak megjelenése előtt a térségben tengeriuborkát gyűjtő, makassari halászok vitorlás hajóját, a proát jelenítették meg részletesen kövekkel. Itt a kisméretű (jellemzően 10–20 cm-es) köveket egyszerűen a földre helyezték, azok kézzel is könnyen elmozdíthatók, ami arra enged következtetni, hogy e helyeket később könnyen megváltoztathatták, így a kőegyüttesek jelentését érdemes óvatosan értelmezni. Hasonló példák Ausztrália-szerte fellelhetők, elsősorban félreeső vagy nehezen megközelíthető helyeken, ezért nagyon valószínű, hogy az európai letelepedés előtt jóval több kőegyüttes létezhetett a kontinensen.
Délkelet-Ausztráliában találhatók a Bora-gyűrűk, amelyek két, kőből kirakott, méretükben eltérő körből álltak; beavatási szertartásokon és átmeneti rítusokban jutottak szerephez, amikor a fiúk férfivá váltak.
Egyes délkelet-ausztráliai őslakos kőegyüttesek foknyi pontossággal mutatják a fő égtájakat, míg a körülbelül 50 méter átmérőjű, mintegy 100 bazaltkőből álló Wurdi Youang-i kőegyüttes a napfordulókori naplemente irányát mutatja, és szintén néhány fok eltéréssel kelet-nyugati irányban rendezett. A pontos iránymeghatározás képességét jelzi az őslakos gamilaraay nép gyakorlata, amikor nagy pontossággal azonos irányban helyezték el az elhunyt férfiak sírját.

## Fordítás
- Ez a szócikk részben vagy egészben  az   Aboriginal stone arrangement című angol Wikipédia-szócikk ezen változatának fordításán alapul.  Az eredeti cikk szerkesztőit annak laptörténete sorolja fel. Ez a jelzés csupán a megfogalmazás eredetét és a szerzői jogokat jelzi, nem szolgál a cikkben szereplő információk forrásmegjelöléseként.